# Sérignan-du-Comtat
Sérignan-du-Comtat (seʁiɲɑ̃ dy kɔ̃ta, oksyt. Serinhan dau Comtat) – miejscowość i gmina we Francji, w regionie Prowansja-Alpy-Lazurowe Wybrzeże, w departamencie Vaucluse.
Według danych na rok 1990 gminę zamieszkiwało 2069 osób, a gęstość zaludnienia wynosiła 104 osoby/km² (wśród 963 gmin regionu Prowansja-Alpy-W. Lazurowe Sérignan-du-Comtat plasuje się na 264. miejscu pod względem liczby ludności, natomiast pod względem powierzchni na miejscu 495.).